# Třída Bronstein
Třída Bronstein byla lodní třída fregat Námořnictva Spojených států amerických. Projektovány byly především pro doprovod konvojů a boj proti ponorkám. Původně byly klasifikovány jako eskortní torpédoborce (DE – destroyer escort), přičemž roku 1975 byly reklasifikovány na fregaty (FF). Velikostí přitom byly srovnatelné s druhoválečnými torpédoborci. V letech 1961–1963 byly postaveny dvě lodě této třídy – USS Bronstein a USS McCloy, které americké námořnictvo provozovalo až do roku 1990. Roku 1993 obě fregaty zakoupilo Mexiko. Z jejich konstrukce třídy Bronstein vycházely vylepšené fregaty tříd Garcia a Brooke.

## Stavba
Zakázku na stavbu dvou fregat této třídy získala 13. června 1960 americká loděnice Avondale Marine Ways, Inc. postaveny dvě fregaty této třídy. Do služby byly přijaty roku 1963.
Jednotky třídy Bronstein:
| Jméno                               | Zahájení stavby | Spuštěna        | Vstup do služby | Status |
| ----------------------------------- | --------------- | --------------- | --------------- | --- |
| USS Bronstein (FF-1037, ex DE-1037) | 16. května 1961 | 31. března 1962 | 16. června 1963 | Vyřazena 13. prosince 1990. Dne 19. listopadu 1993 prodána Mexiku a přejmenována na Hermenegildo Galeana (F202). |
| USS McCloy (FF-1038, DE-1037)       | 15. září 1961   | 9. června 1962  | 21. října 1963  | Vyřazena 14. prosince 1990. Dne 16. listopadu 1993 prodána Mexiku jako Nicolás Bravo (F201).                     |

## Konstrukce

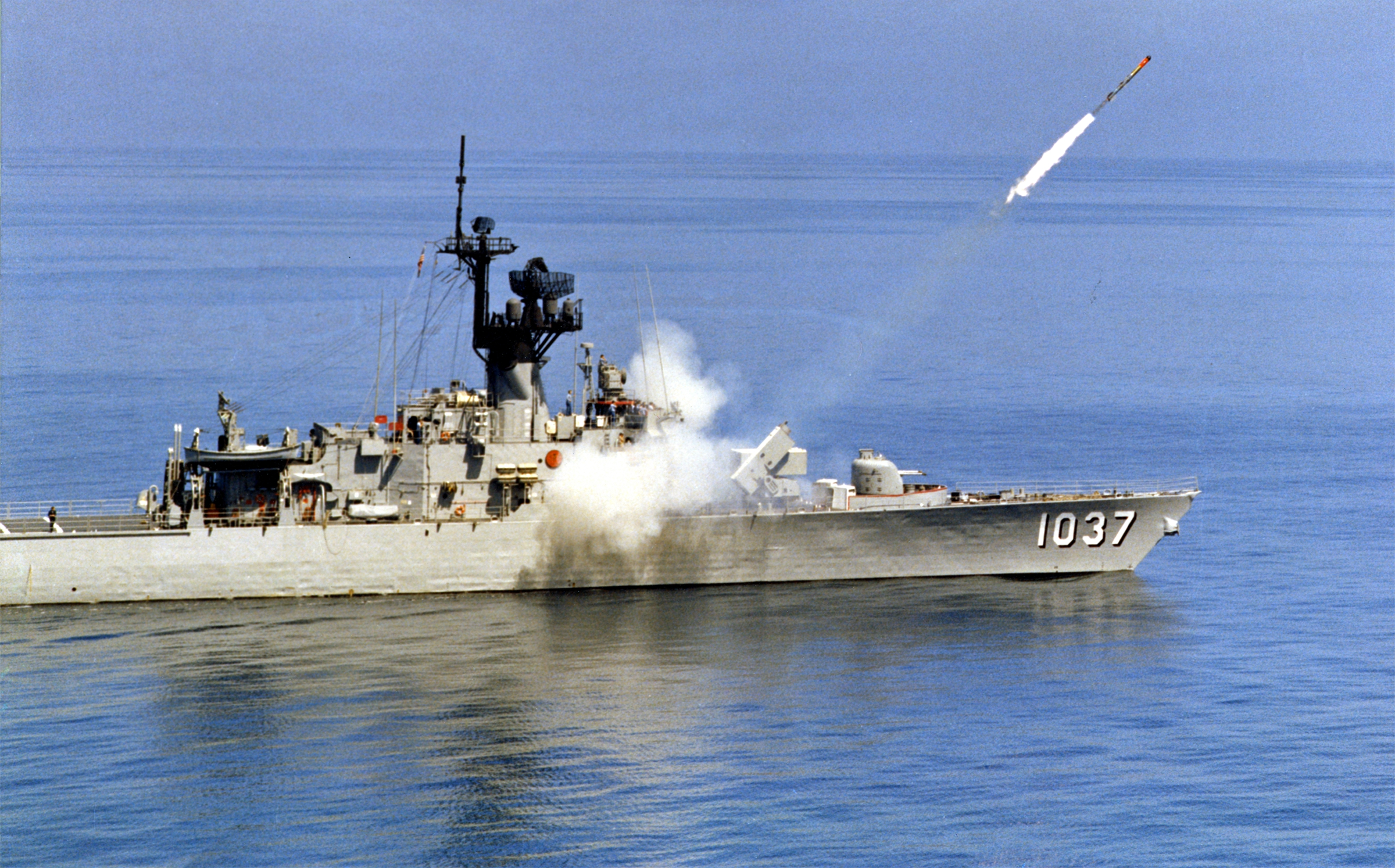
USS Bronstein (FF-1037) vypouští raketové torpédo RUR-5 ASROC

Původní výzbroj tvořily tři 76mm kanóny, z nichž dva byly v dvouhlavňové věži na přídi a jeden v nekrytém postavení na zádi (ten byl později odstraněn). Za věží stálo osminásobné vypouštěcí zařízení raketových torpéd ASROC a lodě též nesly dva tříhlavňové 324mm protiponorkové torpédomety. Neseno bylo osmnáct torpéd Mk.46, střel ASROC bylo celkem osm. Z plošiny na zádi mohl operovat protiponorkový vrtulník (do 70. let to byl bezpilotní stroj systému DASH). Nevýhodou této konstrukce byla absence hangáru. Pohonný systém tvořily dva kotle Foster Wheeler a jedna turbína De Laval o výkonu 20 000 hp, pohánějící jeden lodní šroub. Nejvyšší rychlost dosahovala 26 uzlů. Dosah byl 4000 námořních mil při rychlosti 15 uzlů.